# Мисс Украина - 2000
«Мисс Украина — 2000» — 10-й, юбилейный национальный конкурс красоты «Мисс Украина». По версии организаторов конкурса — «Мисс Миллениум» и «Первый Интерактивный». Конкурс состоялся 26 февраля 2000 года в украинском городе Одессе.

## Правила конкурса
Требования к участницам конкурса «Мисс Украина» упорядочены и изложены в соответствии с лицензиями Международных конкурсов «Мисс Вселенная», «Мисс Мира», «Мисс Интернейшнл». Следовательно, в Национальном конкурсе «Мисс Украина— 2000» имели право участвовать:
- гражданки Украины, независимо от цвета кожи, этнического происхождения, вероисповедания, представляющие все регионы национальной территории;
- предельный возраст участниц — не менее 17 лет и не более 25 лет на момент проведения конкурса;
- девушки, никогда не состоявшие в браке и не имеющие детей;
- не разрешено участие тем девушкам, которые раньше представляли свою страну в каком-либо другом международном конкурсе красоты или были в нём заявлены;
- в рамках конкурсной программы участницы появляются на сцене в национальных костюмах, в купальных костюмах и вечерних нарядах;
- участницы должны продемонстрировать свой интеллект и активную социальную позицию в мини-интервью, а также своим поведением на протяжении всего конкурса.[1][5]

## Оргкомитет
Организацию 10-го, юбилейного конкурса «Мисс Украина — 2000» взяли на себя Генеральный директор Национального комитета «Мисс Украина-Юг», директор модельного агентства «Саврокс Моделс» Татьяна Савченко, Президент Национального комитета «Мисс Украина» Сергей Матяш. Главой оргкомитета выступил мер Одессы Руслан Борисович Боделан. Ему и принадлежала инициатива провести юбилейный конкурс в Одессе.
"Нам удалось выиграть транш благодаря уровню региональных туров «Мисс Одесса», которые даже были отмечены премией за новаторство в Ницце. Международную дирекцию поразили купальники конкурсанток, выполненные в стиле Санта Клауса. Свою роль сыграл и имидж «Южной Пальмиры»,
отметила член оргкомитета Татьяна Савченко.
Комитет имеет региональные представительства во всех областных центрах страны. С 1991-го и по 2006 год Национальному комитету «Мисс Украина» принадлежали лицензии «Мисс Вселенная», «Мисс Мира», «Мисс Интернейшнл», «Мисс Европа», а с 2001 года Комитет обладает лицензией на проведение конкурса «Мисс Земля». С 2006 года победительницы конкурса «Мисс Украина» делегируются представлять Украину на всемирные конкурсы «Мисс Мира», «Мисс Интернейшнл», «Мисс Земля», а конкурс «Мисс Вселенная» с 2006 года становится автономным, права на его проведение стали принадлежать Александре Николаенко. Победительницы этого конкурса делегируются на всемирный конкурс «Мисс Вселенная».

## Жюри
1. Татьяна Савченко, генеральный директор национального комитета «Мисс Украина-Юг» (г. Одесса);
2. Игорь Удалов, Генеральный директор модельного агентства «Президент» (г. Москва);
3. Ирина Ткаченко, директор коллективного предприятия "Дом моделей «Крещатик» (г. Киев);
4. Виктория Григорьева, главный художник журнала «Натали» (г. Киев);
5. Наталья Надточий, «Третья Вице-Мисс Украина — 1995», участница «Мисс Вселенная — 1997», участница «Мисс Европа — 1997», участница «Мисс Мира −1998» (г. Харьков);
6. Ирина Данилевская, главный редактор журнала «Ева» (г. Киев);
7. Владимир Печенин, советник городского головы города Днепропетровска, заместитель председателя оргкомитета конкурса «Мисс Днепропетровск» (г. Днепропетровск);
8. Ирина Демченко, директор конкурса «Мисс Донбасс», главный режиссёр продюсерского центра «Крок» (г. Донецк);
9. Константин Рогожкин, главный редактор журнала «Models Magazine» (г. Одесса);
10. Павел Булавин, директор модельного агентства «ПАИР-Моделс Групп» (г. Запорожье);
11. Михаил Добрянский, генеральный директор «Мисс Украина-Запад» (г. Черновцы);
12. Владимир Шапошник, исполнительный директор Национального комитета «Мисс Украина» (г. Киев);
13. Лидия Баграсион, продюсер Национальной телекомпании «Студия 5» (г. Киев);
14. Наталья Ковалёва, Генеральный директор Центрамод «Европа» (г. Харьков);
15. Александр Саенко, председатель попечительского совета фонда развития баскетбола Украины, член наблюдательного совета журнала «Президент», советник ассоциации спортивных единоборств Украины (г. Киев);
16. Патрик Кушар, Генеральный директор экспортного департамента фирмы «Yves Rocher» по странам восточной и южной Европы (Франция);
17. Сергей Матяш, Президент Национального комитета «Мисс Украина», председатель жюри «Мисс Украина — 2000» (г. Киев).[1]

## Участницы
В конкурсе «Мисс Украина — 2000» приняли участие 25 девушек из 23 городов Украины. По предварительной жеребьевке участницам был присвоены порядковые номера:
| НОМЕР | ИМЯ                | ГОРОД              | РЕЗУЛЬТАТ                                                      |
| ----- | ------------------ | ------------------ | -------------------------------------------------------------- |
| № 1   | Юлия Душенкова     | Керчь              | Безрезультатно                                                 |
| № 2   | Карина Ворончук    | Алчевск            | «Мисс Артистичность»                                           |
| № 3   | Ольга Конюшенко    | Каменец-Подольский | Безрезультатно                                                 |
| № 4   | Даша Хриченко      | Херсон             | Безрезультатно                                                 |
| № 5   | Эльмира Гуковицкая | Львов              | Безрезультатно                                                 |
| № 6   | Елена Щербань      | Днепропетровск     | Первая «Вице-мисс Украина — 2000»                              |
| № 7   | Анна Степанец      | Ровно              | Безрезультатно                                                 |
| № 8   | Валерия Сушицкая   | Житомир            | Безрезультатно                                                 |
| № 9   | Нина Косован       | Черновцы           | «Мисс Очарование»                                              |
| № 10  | Яна Веселова       | Одесса             | Вторая «Вице-мисс Украина — 2000», «Мисс Зрительских Симпатий» |
| № 11  | Оксана Груколенко  | Харьков            | Безрезультатно                                                 |
| № 12  | Леся Кононенко     | Полтава            | Безрезультатно                                                 |
| № 13  | Яна Логвинец       | Павлоград          | Безрезультатно                                                 |
| № 14  | Наталья Лихогляд   | Винница            | Безрезультатно                                                 |
| № 15  | Наталья Бакулина   | Днепропетровск     | «Мисс Фото»                                                    |
| № 16  | Ольга Демидова     | Киев               | Четвертая «Вице-мисс Украина — 2000»                           |
| № 17  | Ксения Казачинер   | Рубежное           | Третья «Вице-мисс Украина — 2000»                              |
| № 18  | Юлия Линёва        | Запорожье          | Мисс Украина — 2000                                            |
| № 19  | Наталья Брехова    | Краматорск         | Безрезультатно                                                 |
| № 20  | Олеся Хомина       | Ивано-Франковск    | Безрезультатно                                                 |
| № 21  | Катерина Криськова | Кировоград         | Безрезультатно                                                 |
| № 22  | Виктория Макиенко  | Чернигов           | Безрезультатно                                                 |
| № 23  | Елена Толкачева    | Луганск            | Безрезультатно                                                 |
| № 24  | Лариса Челомбитько | Харьков            | Безрезультатно                                                 |
| № 25  | Елена Старостина   | Ужгород            | Безрезультатно                                                 |

## Патронат
Конкурс «Мисс Украина — 2000» прошел под личным патронатом Президента Украины — Леонида Даниловича Кучмы. Накануне проведения мероприятия Л. Д. Кучма обратился к участницам и гостям праздника:
«Участникам и гостям конкурса „Мисс Украина — 2000“.
Сердечно поздравляю на прекрасной одесской земле участников и гостей конкурса „Мисс Украина — 2000“. Среди извечных духовных ориентиров, определяющих уровень эстетического развития общества, всегда были понимание и чувство женской красоты.
Красота человека — индивидуальна и неповторима. Женская же красота — особенная. Она во все века вдохновляла на славные дела и свершения, служила музой поэтам, художникам, композиторам и возносила их к вершинам творчества.
Желаю очаровательным девушкам, участникам конкурса, и гостям праздника счастья, добра, интересных впечатлений и радостных воспоминаний об этом замечательном событии.
Президент Украины Л. Кучма».

## Место проведения
Все генеральные репетиции, торжественные мероприятия, а также сам конкурс «Мисс Украина — 2000» прошли в концертно-выставочном комплексе Одесского морского вокзала. Это знаковая площадка, на которой обычно проходят престижные выставки, муниципальные приемы и другие важные для Одессы общественные мероприятия. Сценическое оформление конкурса представляло собой прозрачный подиум, под которым в специальных аквариумах плескалась вода Чёрного моря.
Участницы и творческий коллектив конкурса разместились на элитной базе спортивного клуба «Черноморец». К услугам финалисток были предоставлены комфортные двухместные номера, сауна, спортивный зал.

## Программа конкурса
Участницы конкурса «Мисс Украина — 2000» были удостоены теплого приема у мера Одессы Руслана Борисовича Боделана. Встреча прошла в здании Одесской мерии. Затем лучшие экскурсоводы Одессы гостеприимно показали участницам свой родной город. Культпоход ознаменовался исключительным интересом конкурсанток к местам, где снимались знаменитые фильмы. В один из дней девушки навестили малышей в Одесском детском доме, где участницы конкурса подарили детям-сиротам лично приобретенные по этому случаю и принесенные с собой игрушки. Развлекал первых красавиц Украины в одном из самых престижных ночных клубов Одессы певец Витас. Все оставшееся время конкурсанток было заполнено репетициями и постановками. В последние дни, перед самой торжественной частью конкурса, репетиции проходили непосредственно в концертно-выставочном комплексе Одесского морского вокзала, где на тот момент были уже сооружены оригинальные подмостки.

## Приглашенные гости
Перед участницами, жюри и гостями главного конкурса красоты Украины выступили российский эстрадный исполнитель Данко (Александр Валерьевич Фадеев), а также украинская группа «Игрушки».

## Формат
Участницам конкурса «Мисс Украина — 2000» было предложено показаться перед камерами, зрителями и жюри в самых разных образах. Дефиле по подиуму концертно-выставочного комплекса Одесского морского вокзала в национальных костюмах, пляжных купальниках, спортивных костюмах «Yves Rocher», в модельных платьях, а затем и в вечерних нарядах отвечало стандартным компонентам традиционного конкурса красоты. Всего 5 классических выходов. Нововведение состязаний украинских красавиц 2000 года — дефиле конкурсанток в одинаковых платьях желто-синего цвета, имитирующих государственный флаг Украины. Эти наряды заменили украинские национальные костюмы. Также три из пяти выходов были представлены не в виде классического дефиле, а в виде хореографической постановки. Последнее, по мнению большинства конкурсанток, существенно снизило их шансы на победу, так как далеко не все девушки имели хореографический опыт или хотя бы способности к танцам.
Вторым испытанием для участниц стало публичное интервьюирование с вопросами от членов жюри. В перерывах между логическими частями конкурса перед зрителями выступили артисты украинской эстрады и пригашенные гости. Длительность шоу составила 3 часа.

## Ведущие
Проведение конкурса красоты «Мисс Украины — 2000» организаторы совместили со съемками его телеверсии. Производство телешоу взял на себя телеканал «Интер». Ведущими и одновременно телеведущими выступили:
- Василиса (Юлия Борисовна Фролова) — украинская телеведущая, модель, актриса. «Вице-королева Харькова — 1995», дважды титулованная «Мiss Body Beautifull of the world» (Сингапур, Турция);
- Алексей Дивеев-Церковный (Алексей Павлович Дивеев-Церковный) — украинский телеведущий, модель, демонстратор одежды «Михаил Воронин», победитель фестиваля моды «Волшебная Игла — 1995» в номинации «Лучшая мужская модель Украины», победитель первого Национального конкурса «Мистер Года — 1996», с 1996 года — ведущий фестивалей моды, модельных конкурсов и конкурсов красоты.[1][4]

## Результаты

### Звание «Мисс Украина — 2000»
- Юлия Линёва (г. Запорожье)

### Звания «Вице-Мисс Украина — 2000»
- — Елена Щербань (г. Днепропетровск);
- — Яна Веселова (г. Одесса);
- — Ксения Казачинер (г. Рубежное);
- — Ольга Демидова (г. Киев).

### Специальные награды
- — «Мисс Зрительских Симпатий»— Яна Веселова (г. Одесса);
- — «Мисс Очарование»— Нина Косован (г. Черновцы);
- — «Мисс Артистичность»— Карина Ворончук (г. Алчевск);
- — «Мисс Фото» — Наталия Бакулина (г. Днепропетровск).

### Топ-12
- 1 — № 24 — Лариса Челомбитько (г. Харьков);
- 2 — № 6 — Елена Щербань (г. Днепропетровск);
- 3 — № 18 — Юлия Линёва (г. Запорожье);
- 4 — № 17 — Ксения Казачинер (г. Рубежное);
- 5 — № 16 — Ольга Демидова (г. Киев);
- 6 — № 4 — Даша Хриченко (г. Херсон);
- 7 — № 5 — Эльмира Гуковицкая (г. Львов);
- 8 — № 8 — Валерия Сушицкая (г. Житомир);
- 9 — № 9 — Нина Косован (г. Черновцы);
- 10 — № 10 — Яна Веселова (г. Одесса);
- 11 — № 12 — Леся Кононенко (г. Полтава);
- 12 — № 21 — Катерина Криськова (г. Кировоград).[1]

## Награждение
Все участницы конкурса «Мисс Украина — 2000» получили в подарок букеты цветов, финалистки — наборы косметики и парфюмерии от известных брендов. Помимо памятных подарков, тура по святым местам Иерусалима была удостоена «Первая Вице-Мисс» — Алена Щербань. Главный приз — автомобиль «Daewoo» и юбилейный торт с украшениями в виде куклы Барби и кремовых розочек достался победительнице конкурса «Мисс Украина −2000» — Юлии Линевой. Ключи от автомобиля были вручены победительнице прямо на сцене.

## Корона
В 2000 году корона будущей «Мисс Украина — 2000» стала первой непереходящей. Статусное украшение было изготовлено дизайнером-ювелиром Сергеем Гонтаренко по эскизу художницы Виктории Герасименко на Краматорском ювелирном заводе. Изделие содержит серебро самой высокой 925 пробы и декоративные фианитовые вставки от «Svarovsky». Общий вес изделия составил 300 г. Примечательно, что средний вес короны подобных конкурсов красоты составляет 600 г.

## Победительница
Звание «Мисс Украина — 2000» завоевала 21-летняя Юлия Линёва из города Запорожье. Третьекурсница Харьковской Национальной юридической академии имени Ярослава Мудрого обладает почти идеальными параметрами: рост 173 см, охват талии — 60 см, охват груди и бедер — 90 см. Юлия играет на фортепиано, увлекается медициной, спортом. Заветной мечтой новой «Мисс Украины — 2000» является работа следователя в уголовном розыске. На Национальний конкурс «Мисс Украина — 2000» Юлия попала после победы на конкурсе «Мисс Запорожье — 2000».

## Предшественница
- Ольга Савинская — «Королева Харькова — 1997», "Мисс Украина — 1999, участница «Мисс Мира — 1999».

## Последовательница[4]
- Александра Николаенко — «Мисс Одесса — 2001», «Мисс Украина — 2001», участница «Мисс Мира — 2001 (Топ-10), участница „Мисс Вселенная — 2004“.

## Продолжение карьер
- Юлия Линёва, „Мисс Украина — 2000“ — участница 50-го, юбилейного конкурса красоты „Мисс Вселенная — 2001“ (Пуэрто-Рико, США).
- Алена Щербань, „Первая Вице-Мисс Украина — 2000“ —участница конкурса „Мисс Мира — 2000“ (Топ-10).
- Яна Веселова, „Вторая Вице-Мисс Украина — 2000“, „Мисс зрительских симпатий“ — финалистка модельного проекта „Model of the Universе“.
- Наталия Бакулина, „Вице-мисс Днепропетровск“, „Мисс Фото“ в рамках конкурса „Мисс Украина — 2000“ — участница „Мисс Интернейшнл — 2001“.[1][4][8][9]

## Критика
Критики и пресса отмечали провинциальность и несовершенство постановки конкурса „Мисс Украина — 2000“. В частности, довольно резко высказался Аркадий Ромм, собственный корреспондент издания „Ведомости по-Киевски“ в выпуске этой газеты от 7-го марта 2000 года:
„Шоу на уровне среднего кабака. Если конкурс Национальный, то и украшать его должны звезды первой величины“. 
Аркадия Ромма поддержала коллега из газеты „Известия“ — Татьяна Партина:
„Все ожидали, что искушенные организаторы проявят максимум изобретательности в оформлении и проведении конкурса, но уже первый выход претенденток на корону состоялся под такую заунывную украинскую народную песню, что зрители чуть не уснули“. 
При невысоком мнении о художественной стороне постановки осталась и победительница „Мисс Украина — 2000“ Юлия Линёва:
»Иногда мне казалось, что ведущие не столько вели конкурс, сколько записывали телепередачу для телеканала «Интер». Тексты были далеки от совершенства, как и наполнение программы всякими концертными номерами".

## Скандалы
Финальную конференцию конкурса взорвало сенсационное заявление только что коронованной «Мисс Украина — 2000» Юлии Линёвой об отказе продолжать карьеру модели:
«Я никогда не связывала и не буду связывать свою жизнь с модельным бизнесом, потому что это самое глупое, что только можно сделать».
«Из уст „Мисс Украины“ эти слова звучали символично», 
- отметил в своей публикации украинский журналист Алексей Чуков.

Победительница объяснила:
«…Я отношусь к этому как к хобби: легкому, ненавязчивому и очень дорогому… Одни коллекционируют марки, а я — короны. У меня их уже три. „Вселенная“ будет последним конкурсом в моей коллекции…», «…Думаю, в ближайшее время ни в каких конкурсах участвовать не буду: устала, хочется отдохнуть. Буду заниматься, а потом — конкурсы. Вообще-то, я мечтаю работать в уголовном розыске…».
Эти откровения Юлии Линёвой взяли на заметку конкуренты, и на международных конкурсах Украину представил «второй состав». На конкурсе «Мисс Мира — 2000» Украину представила 1-я «Вице-Мисс Украина — 2000» Алена Щербань. Годом позже на «Мисс Интернейшнл — 2001» от Украины была делегирована не вошедшая даже в «Топ-12» конкурса «Мисс Украина — 2000» обладательница титула «Мисс Фото — 2000» — Наталья Бакулина. На всемирный конкурс «Мисс Вселенная» пришлось отправить обладательницу звания «Мисс Украина — 96» Наталью Швачко. Впрочем, закулисье конкурса до сих пор таит немало интриг. Так, остались не раскрытыми вопросы: почему от Харькова и Днепропетровска в конкурсе «Мисс Миллениум» участвовали сразу две девушки — «Мисс» и «Вице-Мисс»? Почему город Киев представляла не «Мисс Киев», а всего лишь Первая Вице-Мисс Студенчества Киева и она же «Четвертая Вице-Мисс Киев»?

Широкой огласке был предан и самый большой скандал конкурса. Спустя 3 недели после объявления результатов «Мисс Украина — 2000» известная газета «День» от 15 марта 2000 года опубликовала материалы пресс-конференции Днепропетровского горсовета, посвященной 8-му марта. В ходе встречи секретарь Днепропетровского горсовета, в прошлом — один из организаторов конкурса «Мисс Украина — 1999», Дмитрий Ерохин заявил, что
«решение жюри всеукраинского конкурса, состоявшегося в Одессе 26 февраля, было скорее всего эмоциональным, а потому Нацкомитет, рассмотрев кандидатуры с профессиональной точки зрения, все же склонился к мнению, что шансов на победу в конкурсе „Мисс Мира“, намеченном на август в Лондоне, у Алены Щербань больше. Она же, если позволит плотный график подготовки, будет представлять Украину и на конкурсе „Мисс Вселенная“ на Кипре».
Заявление Дмитрия Ерохина огорчило победительницу и в последующем интервью Юлия Линёва призналась:
«Я была очень расстроена, когда один высокопоставленный чиновник, сопровождавший свою землячку, ставшую в Одессе вице-мисс, заявил в прессе от имени Нацкомитета, что у неё гораздо больше шансов на победу в мировых конкурсах. Какое он имел право „пересматривать“ решение жюри, если он не только не был его членом, но и к оргкомитету не имел отношения?»
Как вспоминают участники конкурса, Дмитрий Ерохин был настолько уверен в победе Алены Щербань, что прибыл к месту проведения «Мисс Миллениум» в сопровождении профессионального фотографа задолго до финала. Когда же со сцены стали звучать имена финалисток, чиновник поспешил на подиум, чтобы поздравить свою землячку с присвоением главного титула, но не удержался на ступеньках подиума, упал в воду и сломал руку. Очевидцы утверждают, что секретарь Днепропетровского горсовета при этом был «мертвецки пьян». Сам Ерохин уверяет, что причиной падения стали яркие софиты и расплескавшаяся на ступеньках вода сценического аквариума. Редкие СМИ не осветили этот инцидент, а сам Дмитрий Александрович отшутился: «С таким „розголосом“ впору выдвигаться на пост мэра Одессы!»

## Интересные факты
Первый конкурс красоты и первый модельный конкурс на постсоветском пространстве состоялся также в Одессе. Первой победительнице «Мисс Украина — 1991» была вручена красная шуба, телевизор «Электрон» и поездка в Канаду на празднование 100-летия украинской эмиграции.
Приобрели коллекционную ценность и стали раритетными в первые же минуты после вручения золотые значки «Мисс Украина — 2000». Памятное ювелирное изделие было випущено для участниц и членов жюри численностью всего около 5-ти десятков.
Алена Щербань, Первая Вице-Мисс Украина — 2000, а также «Мисс Днепропетровск — 2000» по стечению обстоятельств доводится внучкой бывшему Первому секретарю Днепропетровского обкома КПСС — Михаилу Федоровичу Щербаню.